# Tang Jiaxuan

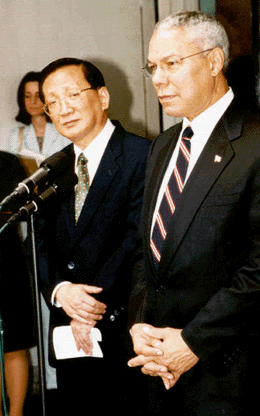
Tang Jiaxuan et Colin Powell, le 21 septembre 2001.

Tang Jiaxuan (唐家璇 ; né en janvier 1938) est un homme politique chinois, membre du Conseil d'État chinois de 2003 à 2008. Il est né à Zhenjiang, une ville du Jiangsu. Il est bachelier des arts en langue japonaise. Il était ministre de l'ambassade chinoise au Japon.